# A59 (Groot-Brittannië)
De A59 is een 182 km lange hoofdverkeersweg in Engeland.
De weg verbindt Wallasey via Liverpool, Preston en Harrogate met York.

## Foto's

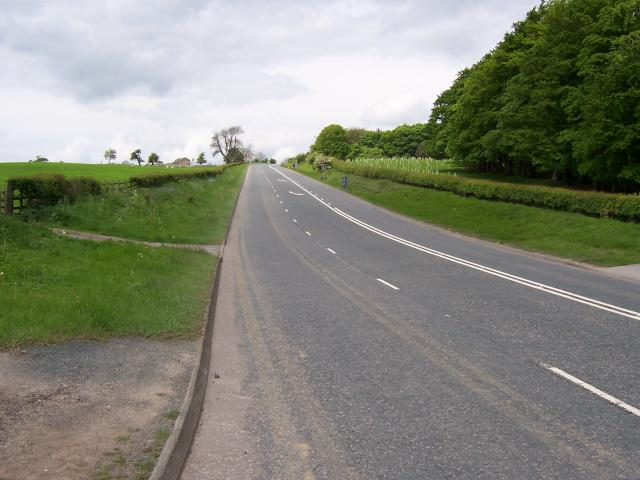
The Long Causeway

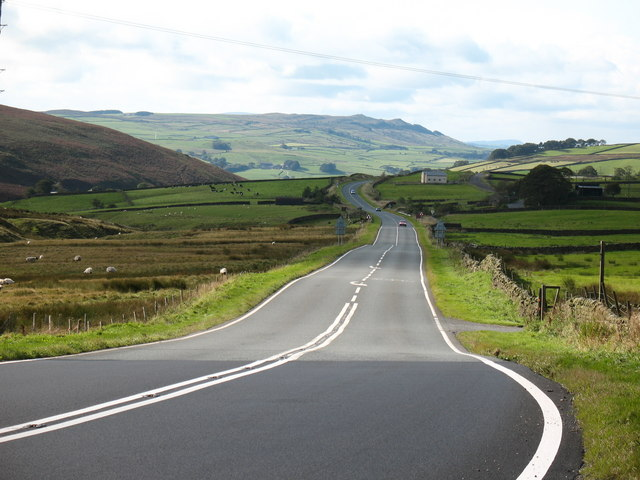
De A59 tussen Skipton en Harrogate

## Hoofdbestemmingen
- Liverpool
- Peston
- Clitheroe
- Skipton
- Harrogate
- York